# San Francisco de los Romo
San Francisco de los Romo là một đô thị thuộc bang Aguascalientes, México. Năm 2005, dân số của đô thị này là 28832 người.